# Південний Пенху (національний парк)
Національний морський парк Південний Пенху (кит.: 澎湖南方四島國家公園; піньїнь: Pēnghú Nánfāng Sìdǎo Guójiā Gōngyuán) — національний парк Тайваню на півдні островів Пенху. До складу морського парку входять острови Дунцзи, Сіцзюй, Дун'юпін'ю, Сіюпін'ю, інші менші острівці та навколишні води. Ним керує штаб-квартира морського національного парку.

## Історія
Колись на островах жили тисячі людей. Через те, що в цьому районі мало транспорту та роботи, населення зменшилося, і зараз там лише близько 50 осіб.
У 2008 році холодна погода в Пенху вбила багато морських мешканців. Південна частина Пенху постраждала менше, оскільки вона розташована на нижчій широті і була теплішою. Однією з причин створення національного парку було те, що він міг підтримувати багато морського життя та стати «банком зародкової плазми» Пенху. Базальтовий природний заповідник Penghu Columnar Basalt Nanhai, який містить Дунджію, Сіцзію та кілька менших островів, був створений у 2008 році. Південний морський національний парк Пенху був заснований 8 червня 2014 року та відкритий 18 жовтня 2014 року.
Риболовля в деяких частинах парку обмежена. Деякі рибалки стурбовані тим, що обмеження вплинуть на риболовлю. Штаб-квартира морського національного парку каже, що обмеження зроблять рибальство більш стійким.

## Опис

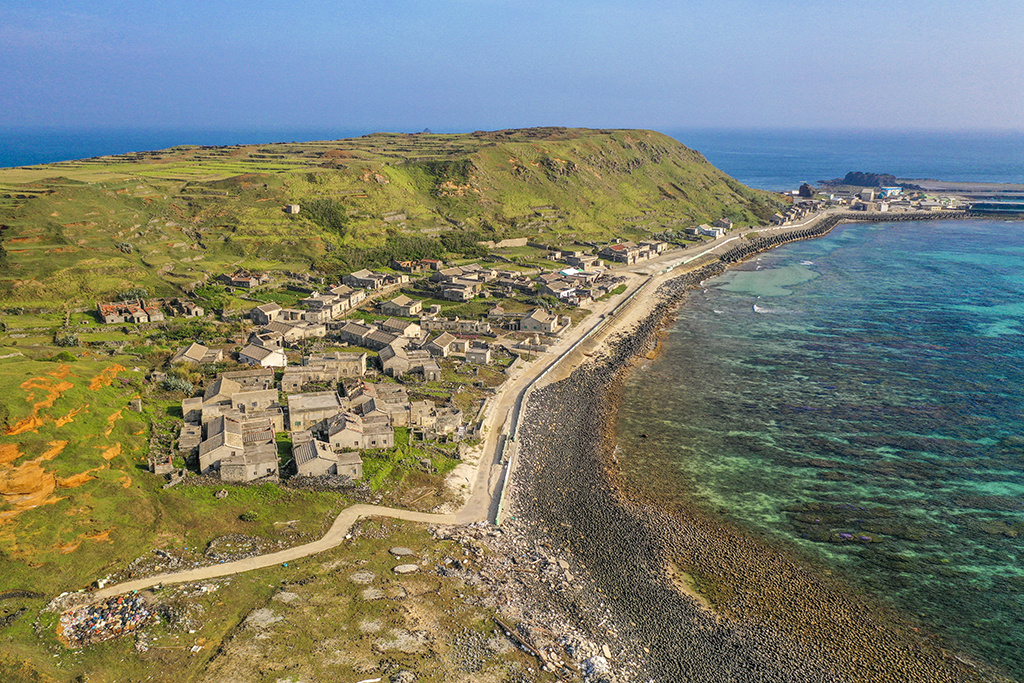
Острівець Дуньюпін

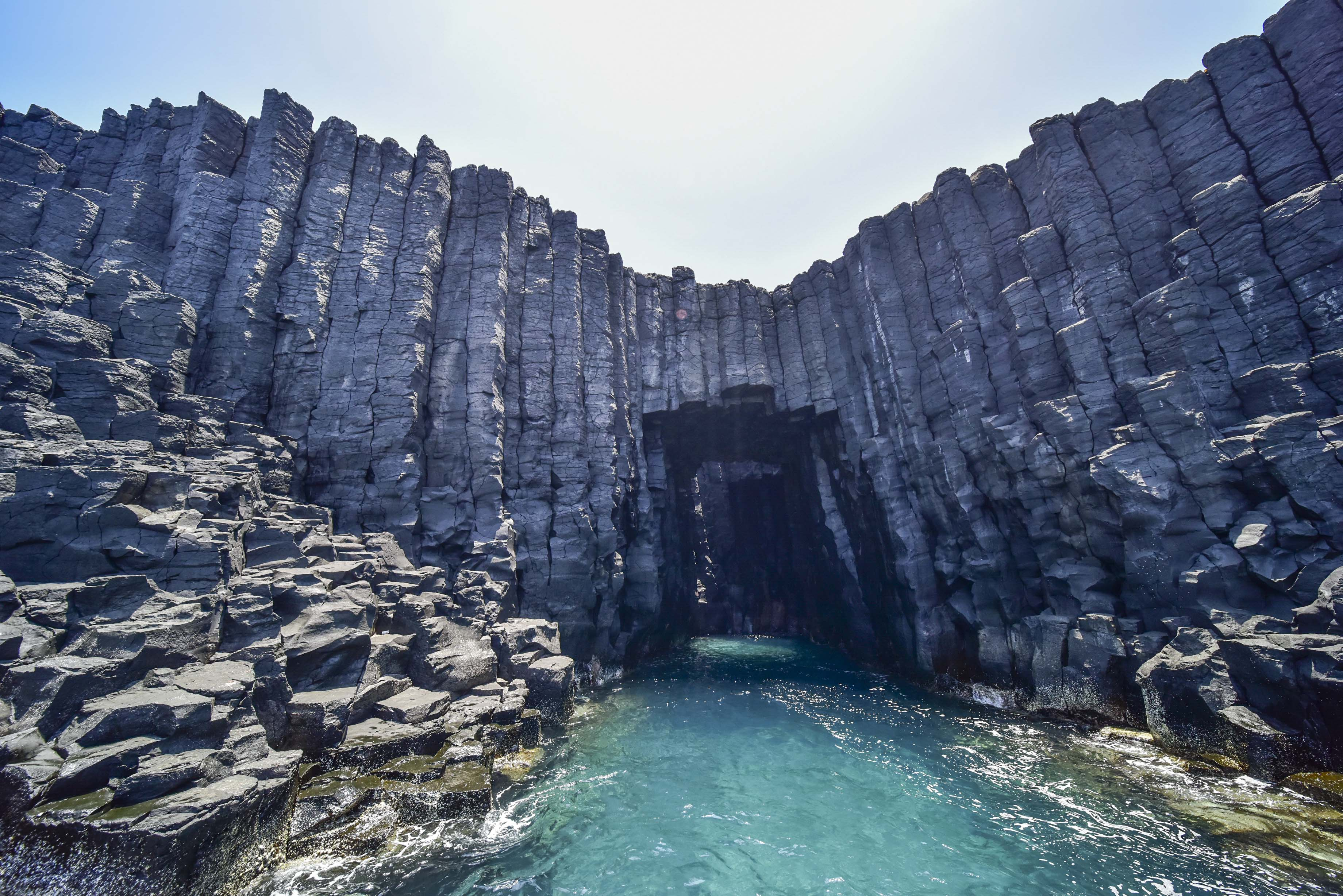
Блакитна печера

Південний морський національний парк Пенху розташований між 23°14' і 23°17' пн.ш. і між 119°30' і 119°40' сх.д. Він розташований у містечку Ванган. Його загальна площа становить близько 358,44 км2, з 354,73 км2 води і 3,70 км2 суходолу. Острови мають базальтові форми рельєфу, включаючи стовпчастий базальт. На островах є покинуті будинки і кілька храмів. Існують також кам'яні стіни, які називаються «кай чжай», які використовувалися для захисту овочів від сильних вітрів. На Дунцзи є маяк. «Блакитна печера» — це морська печера на Сідзійю.

## Екологія
Багато видів перелітних птахів, таких як крячки, відвідують острови. Невелика кількість дельфінів і менших китів нещодавно повернулася у води, тоді як великі вусаті кити все ще можуть перебувати під серйозною небезпекою або вимерли в регіоні, як-от сірі кити, оскільки виявлені тут скам'янілості стали першими записами видів із тайванських вод. У морі є коралові рифи і багато видів морських тварин. Зафіксовано 254 види риб, у тому числі 28 нововідкритих. Існує 154 види коралів. Є й водні рослини. Частина теплої течії Куросіо тече до Пенху, підтримуючи морське життя.
Із 2010 року штаб-квартира морського національного парку та деякі інші організації перевіряють коралові рифи та видаляють морських зірок із терновим вінцем, які харчуються коралами. У 2014 і 2015 роках не було виявлено великих популяцій тернових морських зірок. Неясно, чи це було спричинено видаленням морської зірки з терновим вінцем або життєвим циклом морської зірки.